# Епархия Гиратинги
Епархия Гиратинги (лат. Dioecesis Guiratingensis) — историческая упразднённая епархия Римско-католической церкви c центром в городе Гиратинга, Бразилия. Епархия Гиратинги входила в митрополию Куябы. Кафедральным собором епархии Гиратинги являлась церковь святого Иоанна Крестителя.

## История
12 мая 1914 года Святой Престол учредил территориальную прелатуру Режистру-ду-Арагуайя, выделив её из архиепархии Куябы.
15 июня 1957 года и 13 мая 1969 года территориальная прелатура Режистру-ду-Арагуайя передала часть своей территории новым епархии Кампу-Гранди (сегодня — Архиепархия Кампу-Гранди) и территориальной прелатуре Сан-Фелиса.
27 мая 1969 года кафедра территориальной прелатуры Режистру-ду-Арагуайя была переведена в город Гиратинга и была переименована в территориальную прелатуру Гиратинги.
3 октября 1981 года Римский папа Иоанн Павел II издал буллу «Institutionis propositum», которой преобразовал территориальную прелатуру Гиратинги в епархию.
27 февраля 1982 года епархия Гиратинги передала часть своей территории для возведения новой епархии Барра-ду-Гарсаса.
25 июня 2014 года епархия Гиратинги была упразднена, а её территория передана епархиям Барра-ду-Гарсаса, Примавера-ду-Лести — Паранатинги и Рондонополиса — Гиратинги.

## Ординарии епархии
- епископ Antônio Malan (25.05.1914 — 3.01.1914) — назначен епископом Петролины;
- епископ João Batista Conturon (21.07.1925 — 1937);
- епископ José Selva (27.12.1937 — 13.08.1956);
- епископ Camillo Faresin (14.09.1956 — 20.11.1991);
- епископ José Foralosso (20.11.1991 — 12.01.2000) — назначен епископом Марабы;
- епископ Sebastião Assis de Figueiredo (29.08.2001 — 20.12.2007);
- епископ Derek John Christopher Byrne (24.12.2008 — 25.06.2014) — назначен епископом Примавера-ду-Лести — Паранатинги.

## Источник
- Annuario Pontificio, Ватикан, 2007
- Булла Institutionis propositum  (лат.)